# گروسه فرای‌هایت

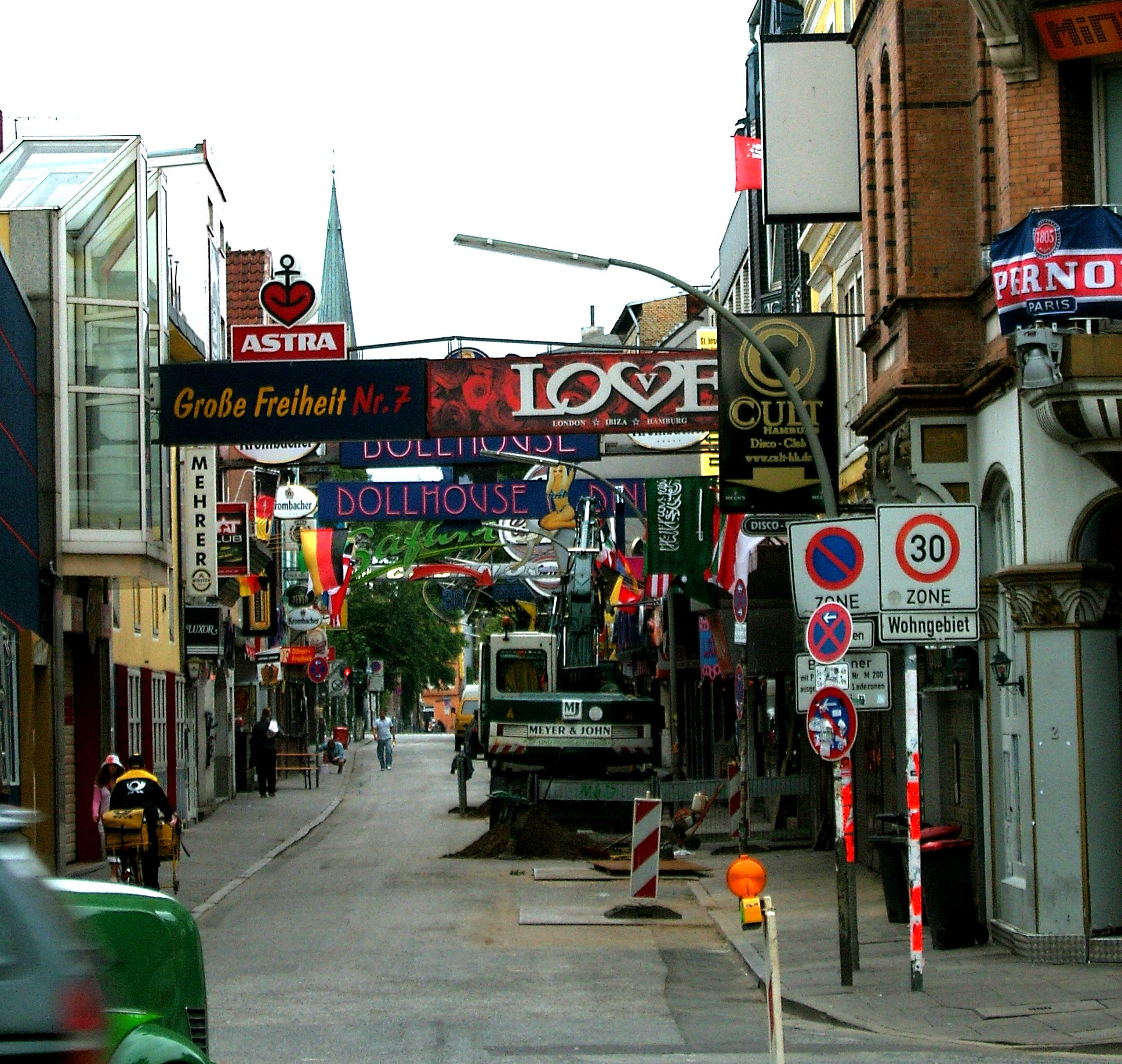
گروسه فرای‌هایت

گروسه فرای‌هایت (به آلمانی: Große Freiheit) خیابانی در شهر هامبورگ است که امروزه به عنوان یک منطقه سرخ شناخته می‌شود. درآغاز خیابان گروسه فرای‌هایت در بیرون از شهر هامبورگ قرار داشت وی با توسعه شهر در سال ۱۹۳۸ تبدیل به بخشی از شهر هامبورگ شد. خیابان گروسه فرای‌هایت محل تولد گروه موسیقی بیتلز بود. از دهه ۷۰ کاباره‌ها و سالن‌های نمایش برهنگی تأسیس‌شد؛ البته برخی از این سالن‌های نمایش تغییر کاربری داده‌اند.